# Edmund Hillary
Sir Edmund Percival Hillary (n. 20 iulie 1919, Auckland, Imperiul Britanic – d. 11 ianuarie 2008, Auckland, Noua Zeelandă) a fost un alpinist și explorator neozeelandez , cunoscut mai ales pentru că a fost primul om care a ajuns pe vârful muntelui Everest, ca membru al celei de-a noua expediții britanice de cucerire a vârfului, în 1953. Hillary a atins vârful de 8848 m pe 29 mai 1953 la ora 11:30 dimineața (ora locală), urmat imediat de șerpașul Tenzing Norgay.

## Viața

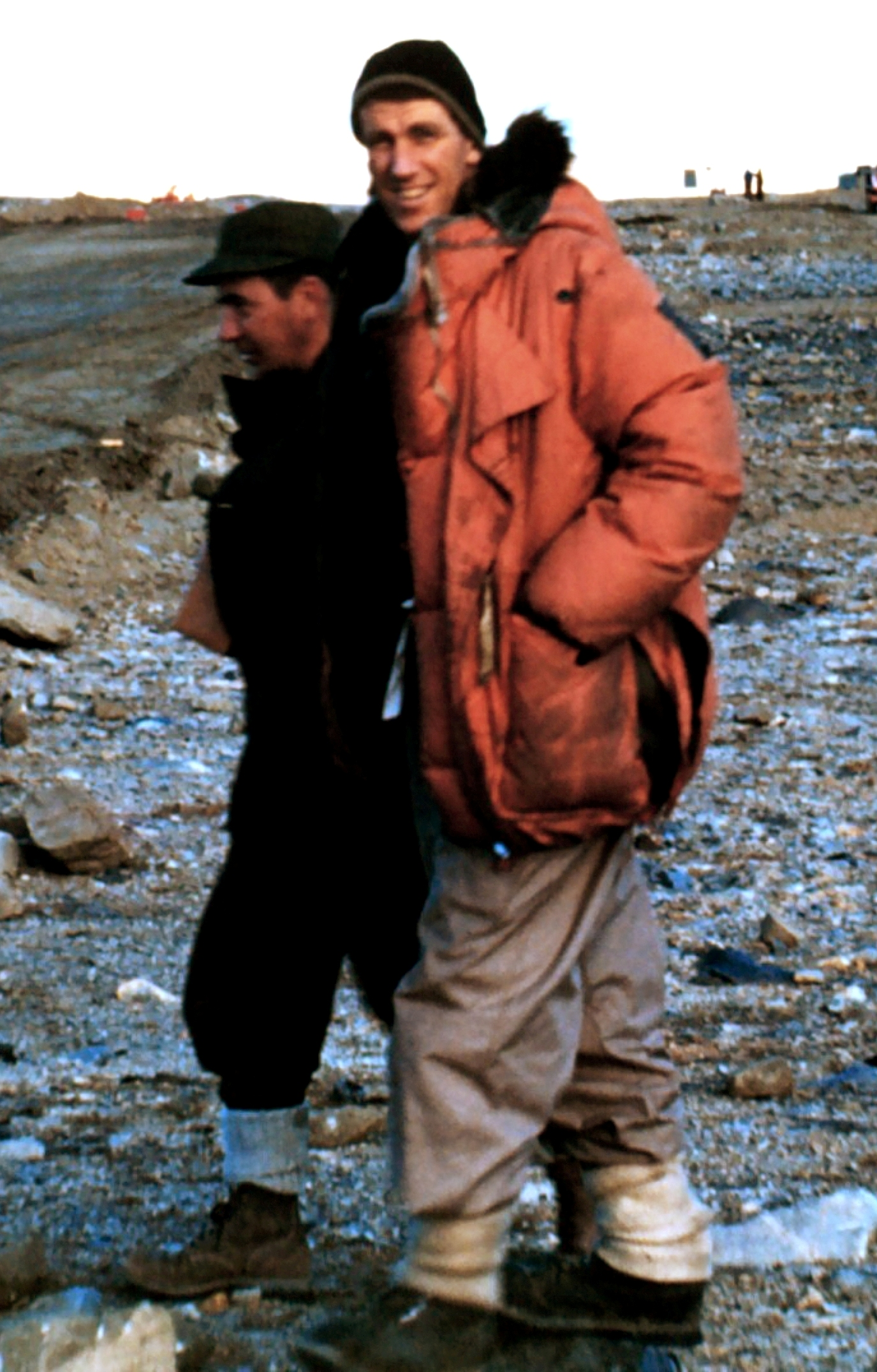
Sir Edmund Hillary în 1954 în Antarctica

Edmund Percival Hillary a fost fiul lui Percival Augustus Hillary și al Gertrudei Hillary, născută Clark. 

A studiat la "Aukland Grammar School" și la "Universitatea din Aukland". În perioada 1944-1945 a participat cu escadra de patrulare "catalinas" la operațiunile militare din Pacificul meridional.
Hillary își începe cariera de alpinist în Alpii neozelandezi. În anul 1951 participă la expediția neozeelandeză din Gahrwel (Himalaya) și de cea de recunoaștere al flancului sudic al masivului Everest, condusă de Eric Shipton. În 1952 este membru al expediției britanice de pe Cho Oyu de 8.153 m.
"Societatea regală de geografie" și "Clubul alpin" organizează o expediție pentru cucerirea vârfului Chomolungma (8.848 m), condusă de Sir H.C. J. Hunt, în care reușește, împreună cu șerpașul Tenzing Norgay, să atingă cel mai înalt vârf din lume la 29 mai 1953. În 1954, Edmund Hillary conduce o misiune a Clubului alpin neozeelandez  de cercetare a zonei Barun Valley. Este conducător al grupului neozeelandez în expediția transantarctică a Commonwealth-lui (1955 - 1958) condusă de Sir E.V Fuchs. CU grupul "Theron", execută o recunoaștere a fundului M. Weddell (noiembrie 1955 - martie 1956), apoi cu o echipă auxiliară, pregătește depozitele de provizii pe traseul urmat de Sir E.V. Fucks între Marea Ross (stațiunea Scott) și Polul Sud pe care l-a atins la 4 ianuarie 1958 cu o autoșeniletă.
A condus o expediție științifică în Nepal, care urmărea cucerirea vârfului Makalu de 8.481 m fără butelii de oxigen (1960 - 1961) și participă la alte câteva în Himalaya între anii 1963 - 1964, precum și cea de ascensiune pe Mount Herschel din Antarctica în 1967.
Sir Edmund a fost singurul neozeelandez care a apărut, în timpul vieții, pe o bancnotă în circulație în țara sa.
Și-a dedicat o mare parte din viață ajutând populația șerpa din Nepal prin organizația non-profit pe care a fondat-o. Prin eforturile sale a reușit să construiască multe școli și spitale în această regiune îndepărtată a munților Himalaya. A declarat că aceasta este cea mai mare realizare a vieții sale.

## Premii
Edmund Hillary a fost distins cu medalii ale Societăților de geografie din SUA, Marea Britanie, Noua Zeelandă și Nepal și cu Medalia Polară în anul 1958.

## Opera
- High Adventure (1955)
- The Crossing of Antarctica (1958-1960, în colaborare cu Sir E.V. Fuchs)
- No Latitude for Error(1961)
- Him in the Thin Cold Air (1963, în colaborare cu Desmond Doig)
- Schoolhouse in the Clouds (1965)
- View from the Summit (1999)

## Legături externe
- en  Biografie Arhivat în 27 noiembrie 2004, la Wayback Machine.
- en  Sir Edmund Hillary Biography
- en  Imagini
- ro Edmund Hillary din Noua Zeelanda și Tenzing Norgay din Nepal
- ro  Edmund Hillary acuza 'comercializarea' expedițiilor pe Everest
- ro  Everestul Arhivat în 4 septembrie 2006, la Wayback Machine.
- The New Zeeland Herald: Tributes flow for Sir Edmund Hillary
- Associated Press: Edmund Hillary, first atop Everest, dies
- Apicultorul care a învins Everestul, 29 ianuarie 2008, Mădălina Kadar, Descoperă